# Mezei Kálmán
Mezei Kálmán (Nagyvárad, 1857. április 12. – Kézdivásárhely, 1928. október 9.) színész, színházigazgató.

## Életútja
Színpadra lépett 1882. június 1-jén, Nyéki Jánosnál. Több jelentős vidéki társulatnál működött. 1887-ben Rakodczay Pálnál, majd 1888-ban Bogyó Alajosnál. Igazgató volt 1903-tól Besztercebányán, a társulata 1909-es feloszlásáig. 1910 és 1915 között Sátoraljaújhelyen és Eperjesen szerepelt. 1915-től 1918-ig erdélyi városokban fordult meg (Csíkszereda, Nagyenyed, Torda, Fogaras). 1918-ban nyugdíjazták.
Felesége Keresztély Erzsi színésznő, született 1865-ben, Szilasbalháson; színésznő lett 1884. április 10-én, Szegedi Mihálynál, majd 1914. október 1-én nyugdíjazták.